# Theresia Mutzenbecher
Theresia Mutzenbecher, geboren als Anna Maria Theresia (Thesi) Wesselhoeft, (* 23. Dezember 1888 in Hamburg; † 7. April 1979 ebenda) war eine deutsche literarische Übersetzerin.
Ihre Eltern Johannes Wesselhoeft (19. Mai 1862 – 6. März 1951) und Anna Maria Wesselhoeft geb. Petersen (28. Dezember 1865 – 18. August 1947) aus der Familie des Hamburger Bürgermeisters Carl Friedrich Petersen hatten am 8. April 1888 geheiratet. Theresia heiratete am 14. März 1912 Franz Matthias Mutzenbecher (10. März 1884 – 20. Februar 1919) aus der Hamburger Versicherungsunternehmer-Familie. Von ihren drei Kindern ist namentlich bekannt die Tochter Elke (1917–1978) verw. Albrecht, die 1950 den Philosophen Josef König heiratete.

## Übersetzungen
- William Edmund Barrett: Serum 223, Freiburg i. Br. [u. a.] 1965
- Joyce Cary: Banges Glück, Hamburg 1953
- Samuel Taylor Coleridge: Eine Reise von Yarmouth nach Hamburg im Jahre 1798, Hamburg 1946
- Lyn Cook:  Morgen läufst du für Kanada, Aarau [u. a.] 1956
- Norman Dale: Das Vermächtnis des Piraten oder Drei Kinder erobern ein Schloß, Freiburg i. Br. [u. a.] 1965
- Pierre Dominique: Seine Majestät ..., Leipzig 1929
- Roger Duvoisin: Pralle Segel – staubige Straßen, Freiburg i. Br. 1958
- Edward Fenton: Die goldenen Türen, Freiburg i. Br. [u. a.] 1959
- Kenneth Grahame: Die Leutchen um Meister Dachs, Freiburg 1951
- Francis Hackett: Anna Boleyn, Stuttgart [u. a.] 1952
- Nancy Hale: Nach mir die Sintflut, Hamburg 1951
- Frances Parkinson Keyes: Eine Nacht bei Antoine, Hamburg 1951
- David Herbert Lawrence: Liebende Frauen, Leipzig 1927
- Félicien Marceau: Denise oder Die Qual des Verliebtseins, Berlin-Grunewald 1957
- Pierre Carlet de Marivaux: Das Spiel von Liebe und Zufall, Leipzig 1946
- Moyra McGavin: Sarabel und die fünf Puppenmütter, Freiburg i. Br. [u. a.] 1962
- Herman Melville: Moby-Dick, Hamburg 1946 (zusammen mit Ernst Schnabel)
- Gian Carlo Menotti: Micha und die Könige, Freiburg 1953
- Nancy Mitford: Madame de Pompadour, Hamburg 1954 (zusammen mit Wilhelm Cordes)
- Paul Morand: Der lebende Buddha, Leipzig 1928
- Willard Motley: Viele finden nicht zurück, Hamburg 1950 (zusammen mit Wilhelm Cordes)
- Winefride Nolan: Heimkehr aus der Fremde, Freiburg 1957
- Winefride Nolan: Kreuz oder Krone, Freiburg 1955
- Mary Norton: Die Borgmännchen, Freiburg 1955
- Mary Norton: Die Borgmännchen in Busch und Feld, Freiburg 1957
- Mary Norton: Die Borgmännchen zu Schiff, Freiburg i. Br. [u. a.] 1962
- Tsewang Yishey Pemba: Tibet im Jahr des Drachen, Freiburg i. Br. [u. a.] 1968
- John Boynton Priestley: Die Grauen. Onkel Phil ferngesehen, Hamburg, 1953
- Romain Rolland: Beethovens Meisterjahre, Leipzig 1930
- Edouard Schneider: Eleonora Duse, Leipzig 1926
- Elizabeth Seifert: In Vertretung, Hamburg 1955
- William Makepeace Thackeray: Jahrmarkt der Eitelkeit, München 1958
- Virginia Woolf: Eine Frau von fünfzig Jahren – Mrs. Dalloway, Leipzig 1928